# أليساندرو أندرادي دي أوليفيرا
أليساندرو أندرادي دي أوليفيرا (بالبرتغالية: Alessandro Cambalhota‏) (مواليد 27 مايو 1973) هو لاعب كرة قدم. يلعب مع منتخب البرازيل لكرة القدم منذ عام 1999.

## وصلات خارجية
- أليساندرو أندرادي دي أوليفيرا على موقع اتحاد تركيا (لاعب) (الإنجليزية)
- أليساندرو أندرادي دي أوليفيرا على موقع رابطة كرة القدم اليابانية للمحترفين (اليابانية)
- أليساندرو أندرادي دي أوليفيرا على موقع قاعدة بيانات كرة القدم.إي يو (الإنجليزية)
- أليساندرو أندرادي دي أوليفيرا على موقع ناشيونال فوتبول تيمز (الإنجليزية)
- أليساندرو أندرادي دي أوليفيرا على موقع Soccerway.com (الإنجليزية)
- أليساندرو أندرادي دي أوليفيرا على موقع عالم كرة القدم.نت (الإنجليزية)

- National Football Teams